# Хейдіз Олена
Олена Хейдіз (рос. Лена Хейдиз, англ. Lena Hades) (нар. 2 жовтня 1959) — російський художник, письменник і теоретик мистецтва.
Вона намалювала понад 40 картин олією та аквареллю, присвячених книзі Ніцше «Так казав Заратустра». Книгу Ніцше двома мовами — російською та німецькою — з 20 картинами Хейдіз із цього циклу було видано в 2004 році Інститутом філософії Російської академії наук.
Твори художника виставляються в Державній Третьяковській галереї, в Московському музеї сучасного мистецтва, в Національному центрі сучасного мистецтва, в Державному музеї Пушкіна тощо. Цикл картин і графіки «Also Sprach Zarathustra» виставлявся на Першому московському бієнале сучасного мистецтва.
Зараз Лена Хейдіз живе та працює в Москві, Росія.

## Публікації
Ніцше «Так говорив Заратустра». Nietzsche F. «Also sprach Zarathustra» Москва, Інститут філософії Російської академії наук, 2004. ISBN 5-9540-0019-0